# Lilla Cabot Perry
Lilla Cabot Perry, död 1933, var en amerikansk konstnär. 
Hon var målare och är främst känd för sina porträtt och landskap i impressionistisk stil, och har kallats en av de som introducerade impressionismen i USA.  